# Angela Bassett
Pour les articles homonymes, voir Bassett.
Angela Bassett est une actrice, réalisatrice et productrice américaine, née le 16 août 1958 à New York.
Elle commence sa carrière cinématographique dans les années 1980 et est révélée dans les années 1990 pour avoir interprété des rôles comme celui de Tina Turner dans le film Tina, qui lui vaut une nomination pour le titre de meilleure actrice lors de la cérémonie des Oscars, ou encore celui de Betty Shabazz, la femme de Malcolm X dans le film homonyme.
Elle confirme son statut par des succès publics importants comme Notorious BIG, La Chute de la Maison-Blanche et sa suite La Chute de Londres, mais séduit également la critique dans les films Où sont les hommes ?, Black Nativity et Boesman et Lena. Elle rejoint l'univers cinématographique Marvel pour le film de super-héros Black Panther et sa suite, rôle pour lequel elle obtient une nomination à l’Oscar de la meilleure actrice dans un second rôle en 2023, et intègre la saga Mission impossible à partir du sixième volet.
Elle est également reconnue à la télévision pour son rôle dans la série télévisée médicale à succès Urgences ainsi que son travail avec Ryan Murphy, grâce aux divers rôles qu’elle incarne dans sa série anthologique American Horror Story et aussi pour tenir l’un des rôles principaux de sa série dramatique 9-1-1.
C'est une actrice maintes fois récompensée et nommée par la profession, lors de prestigieuses cérémonies récompensant l'industrie du cinéma, comme les Golden Globes et les Emmy Awards. C'est d'ailleurs la première Afro-Américaine à remporter le Golden Globe de la meilleure actrice dans un film musical ou une comédie. Un Oscar d’honneur lui est attribué en 2023 en récompense de sa longue carrière au cinéma.

## Biographie

### Enfance et formation
Angela Bassett, née à New York, est la fille de Betty Jane (née Gilbert 1935-2014), une assistante sociale et de Daniel Benjamin Bassett. Elle est élevée dans le quartier d’Harlem. Après la séparation de ses parents, elle et sa sœur, D'nette sont élevées par leur mère, elles déménagent pour s’installer à Saint-Pétersburg, en Floride. Elle entretient peu de relations avec son père.
Lorsqu’elle était jeune, elle était fan des Jackson Five et rêvait d’épouser un membre de cette famille. C’est en partie grâce à eux que son intérêt pour le milieu du divertissement se développe. Elle s'est très vite intéressée au milieu du spectacle, en effet, elle se mettait en scène avec sa sœur, devant sa famille, et leur lisait des poèmes.
À l’école secondaire Boca Ciega, Angela est pom-pom girl et représentante des élèves du Collège Upward Bound. Elle s’intéresse rapidement au théâtre mais l’intransigeance de sa mère pour la scolarité la pousse à être performante dans d’autres domaines comme l’éducation physique. La jeune Angela est également membre du programme d’enrichissement scolaire et culturel pour les étudiants défavorisés.
Bassett a étudié à l'université Yale et a obtenu un Bachelor of Arts en études afro-américaines en 1980. Puis elle a étudié le théâtre à la Yale School of Drama et a obtenu un Master en 1983. C’est d’ailleurs la seule membre de la famille à avoir fait des études supérieures.
Après l’obtention de son diplôme, Angela travaille comme réceptionniste dans un salon de beauté et dans le marketing. Elle a ensuite joué dans des pièces de théâtre à New York. Ses premières représentations sont pour les pièces Ma Rainey's Black Bottom (1984) et Joe Turner's Come and Gone (1986).

## Carrière

### Débuts remarqués et révélation
En 1985, Bassett fait sa première apparition à la télévision en tant que prostituée dans le téléfilm Doubletake. La même année, elle apparaît dans la série télévisée Cosby Show et intègre, pour un arc de quelques épisodes, le feuilleton américain C'est déjà demain. Un an plus tard, elle fait ses débuts au cinéma en tant que journaliste dans F/X, effet de choc.
En 1988, elle déménage à Los Angeles, en Californie. Grâce à cela, elle enchaîne les apparitions à la télévision dans des séries comme Ryan's Hope, L'Enfer du devoir, Génération Pub avant de décrocher plusieurs rôles pour le cinéma. Elle se fait connaître et accède à une première reconnaissance grâce aux films Boyz n the Hood et Malcolm X. Elle reçoit son premier NAACP Image Awards, en 1995, pour le titre de meilleure actrice dans un second rôle. Elle est également nommée révélation féminine de l’année lors du festival Chicago Film Critics Association.
En 1992, elle incarne Katherine Jackson (la mère de Michael Jackson) dans la minisérie américaine La Famille Jackson. Le projet est très bien reçu par la critique, confortant l’actrice dans sa décision, jugée périlleuse par son agent, d’incarner ce personnage.
Angela Bassett décroche ensuite le rôle de Tina Turner dans l'adaptation de l'autobiographie de la chanteuse, Tina. Le film sort en 1993, elle obtient un Golden Globe, devenant ainsi la première afro-américaine à remporter le Golden Globe de la meilleure actrice dans un film musical ou une comédie et elle est nommée pour l'Oscar du cinéma de la meilleure actrice. L’actrice remporte également le NAACP Image Awards de la meilleure actrice, elle est de nouveau nommée lors du Chicago Film Critis Association et lors des MTV Movie Awards. Sa performance dans Tina a été classée # 95 sur la liste de Première des 100 plus grandes représentations de film de tous les temps. Elle obtient le rôle après avoir été préférée à Halle Berry et Robin Givens, mais elle n’a eu qu’un mois pour se préparer avant le début du tournage. Elle a rencontré la chanteuse à deux reprises et celle-ci a même travaillé dans l’équipe maquillage pour les besoins du film.
Forte de cette reconnaissance, l’actrice multiplie les projets pendant les années 1990 et varie les genres. Elle joue la policière torturée dans Un vampire à Brooklyn, film fantastique de Wes Craven (avec qui elle a déjà travaillé pour la télévision) dont elle partage l’affiche avec Eddie Murphy. Elle s’essaie à la science-fiction pour Strange Days, basé sur un scénario de James Cameron, aux côtés de Ralph Fiennes. Le film est un échec commercial mais la performance de l’actrice est saluée par la critique. Elle remporte le titre de meilleure actrice lors des Saturn Awards. Puis, elle rejoint la chanteuse Whitney Houston pour la comédie romantique de Forest Whitaker, Où sont les hommes ?, obtenant une troisième nomination lors des Image Awards, la cérémonie qui récompense les meilleures œuvres promouvant la communauté afro-américaine.
En 1997, elle joue le rôle d’une conseillère du président pour le film Contact aux côtés de Jodie Foster et Matthew McConaughey. Le film est bien accueilli par la critique et réalise de belles performances au box office.
En 1998, elle joue dans la comédie dramatique Sans complexes aux côtés de Whoopi Goldberg, elle incarne une femme dans la quarantaine qui tombe amoureuse d’un jeune jamaïcain de 20 ans. La prestation d’Angela est à nouveau saluée par les critiques et récompensée.
En 1999, elle retrouve l’icône de l’horreur Wes Craven pour La Musique de mon cœur avec la multirécompensée Meryl Streep, là encore, le film est apprécié.

### Confirmation

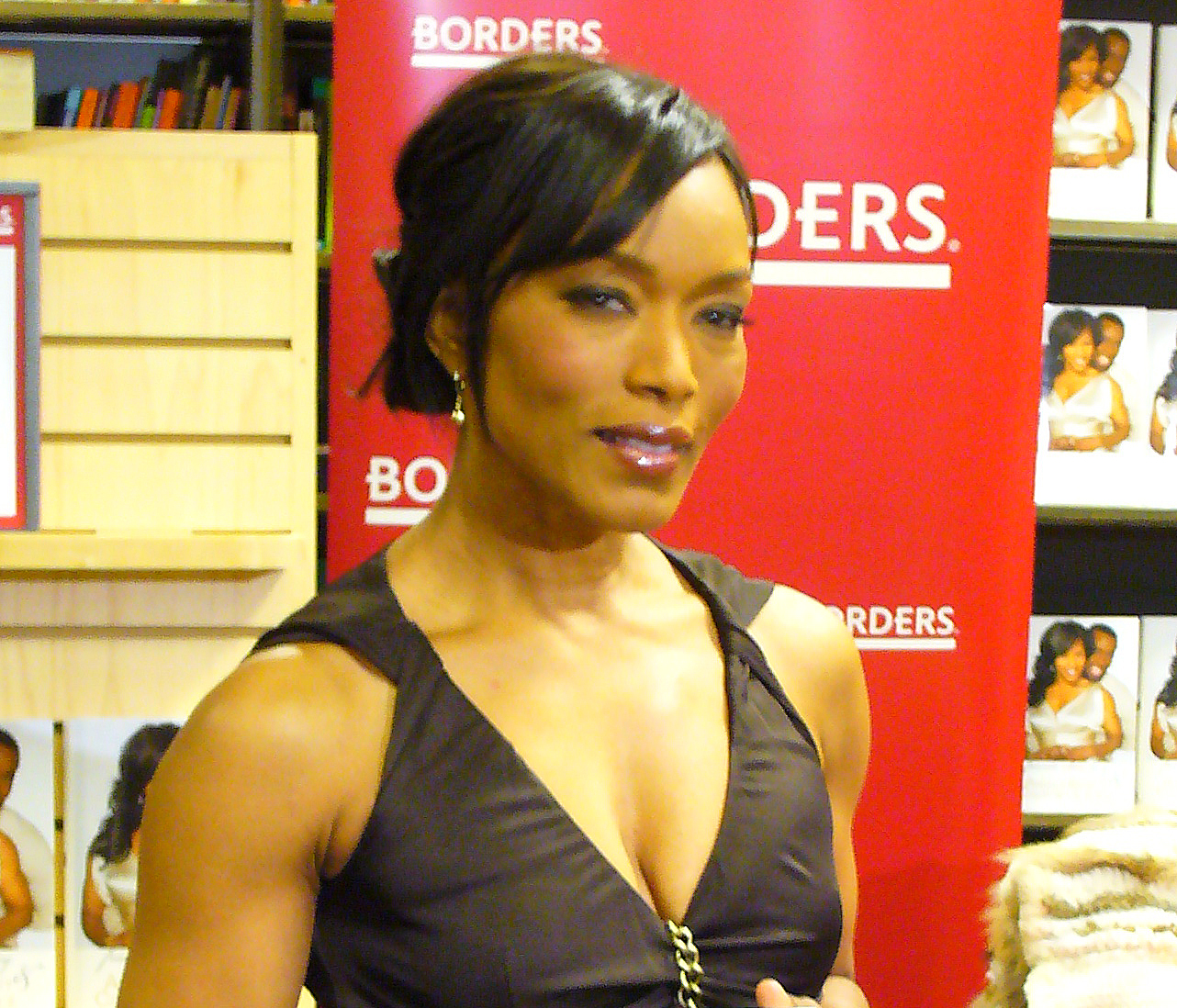
Angela Bassett, en 2007.

En 2000, l’actrice se voit offrir le rôle principal féminin du drame À l'ombre de la haine, qu'elle refuse à cause des scènes sexuelles. Il est finalement attribué à Halle Berry, qui deviendra la première actrice afro-américaine à recevoir l’oscar de la meilleure actrice. Mais elle est tout de même à l’affiche de trois productions : tête d'affiche du drame indépendant Boesman et Lena, une performance saluée par les professionnels,, qui enclenche une nouvelle vague de nominations au titre de meilleure actrice comme pour les Black Reel Awards et les BET Awards. Elle retrouve la science-fiction pour Supernova mais le film est un échec commercial,. Elle officie en tant que doubleuse dans le film familial Whispers : An Elephant’s Tale.
En 2001, elle fait partie du prestigieux casting du thriller The Score avec Robert De Niro, Edward Norton et Marlon Brando. Elle se fait également remarquer à la télévision avec le téléfilm Ruby’s Bucket, l’ensemble de la distribution est d'ailleurs reconnu par la critique et la performance d'Angela, est une nouvelle fois, citée lors de remises de prix.
En 2002, elle enchaîne avec Sunshine State et le biopic The Rosa Parks Story. Son incarnation de Rosa Parks est adoubée par la critique et l’actrice est doublement récompensée, en 2003, lors des NAACP Image Awards. En plus d’une réception positive, l’actrice est considérée comme la star du film et reçoit une nomination pour un Emmy Awards (l’équivalent des Oscars pour la télévision).
Entre 2003 et 2006, l’actrice continue d’apparaître dans diverses productions, enchaînant les rôles aux côtés de comédiens les plus en vue du moment. On la retrouve dans la comédie indépendante Masked and Anonymous, basé sur un scénario de Bob Dylan, appréciée par les fans. Pour ce film, l’actrice est plongée dans une Amérique fictive en pleine guerre civile, avec Jeff Bridges, Penélope Cruz et Jessica Lange.
En 2004, elle partage l’affiche du drame The Lazarus Child aux côtés d’Andy Garcia et de la comédie Mr. 3000 avec Bernie Mac.
En 2006, elle rejoint le drame indépendant Akeelah, avec Laurence Fishburne, qui lance la carrière de Keke Palmer. Produit par la célèbre maison de production Lionsgate, le film bénéficie d’un budget modeste de 8 millions de dollars et sera largement rentabilisé lors de sa sortie en salles. Angela reçoit le Black Movie Awards de la meilleure actrice dans un second rôle.
L’année d’après, elle double l’un des personnages du film d’animation Bienvenue chez les Robinson et occupe le rôle principal de la comédie dramatique remarquée Meet the Browns. Elle apparaît également en guise de caméo dans le téléfilm Sous haute tension .
Parallèlement à sa carrière au cinéma, l’actrice obtient un rôle de guest, dans la série télévisée à succès Alias, pour 4 épisodes et elle tient le rôle récurrent du Dr Cate Banfield dans la dernière saison du show médical ultra populaire Urgences, en 2008. À noter que son mari à la ville, Courtney B. Vance, joue son mari dans la série. Cette même année, elle obtient un rôle dans le drame Gospel Hill, sa performance remplie de passion est remarquée.

Toujours en 2008, elle rejoint le thriller politique Le Prix du silence avec Kate Beckinsale et Matt Dillon qui passe inaperçu. Après avoir reçu son étoile sur le célèbre Hollywood Walk of Fame, elle est à l'affiche du succès critique et public, Notorious BIG, sorti en 2009. L’actrice s’est dit fière de faire partie de ce beau projet, exprimant son admiration pour Voletta Wallace et sa performance d’actrice expérimentée reçoit de bonnes critiques,,. 

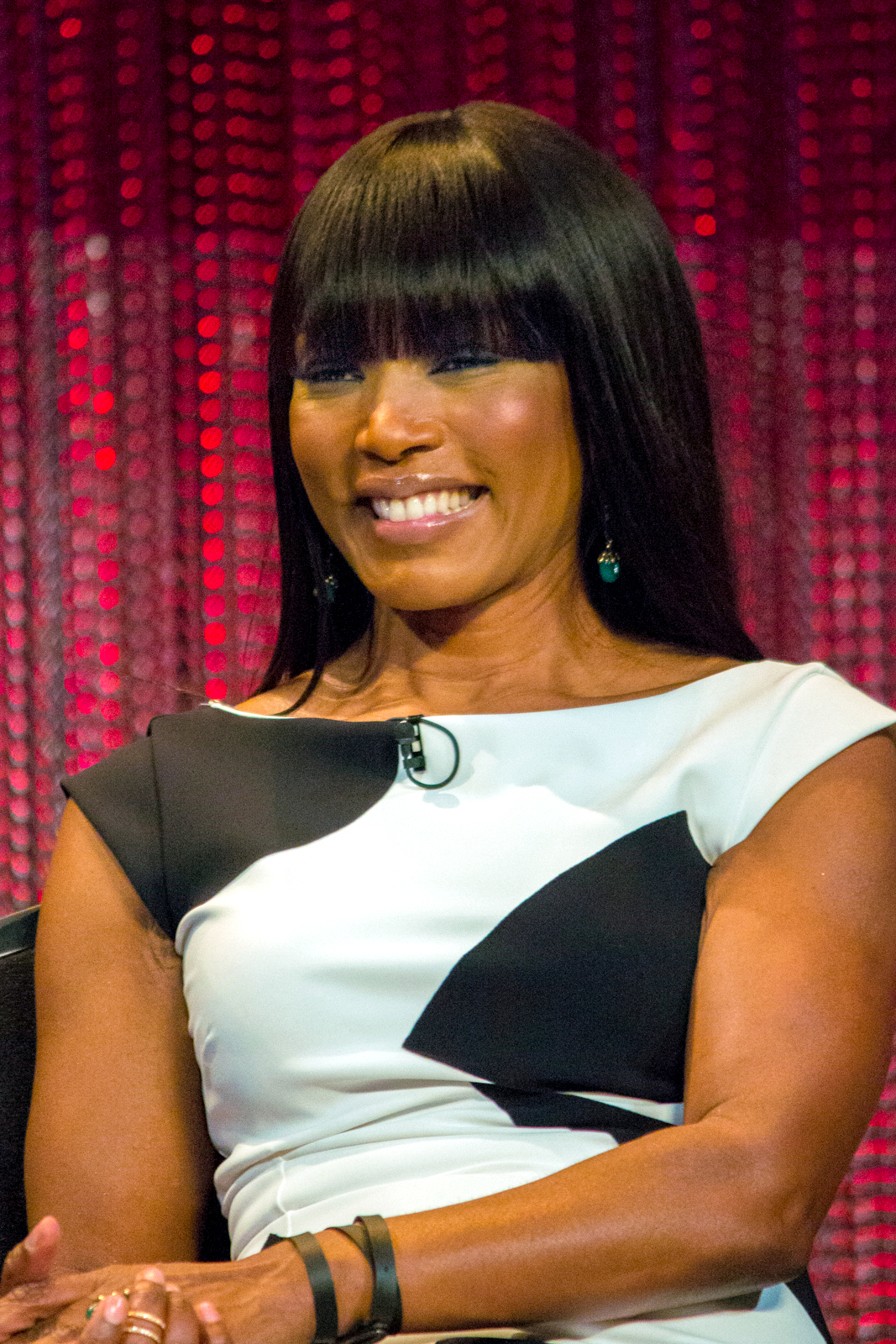
Angela Bassett, lors de la promotion de la troisième saison de la série American Horror Story, en 2014.

En 2010, l’actrice prête sa voix pour doubler Michelle Obama, le temps d’un épisode de la série animée Les Simpson.
En 2011, elle intègre l’univers DC Comics en jouant dans le blockbuster Green Lantern qui ne rencontre pas le succès escompté. Cette même année, elle fait partie du casting de la comédie Jumping the Broom, qui rencontre, à l’inverse, un succès surprise au box office, il est largement rentabilisé par ses près de 40 millions de dollars de recette pour un petit budget de 6,5 millions. 
En 2013, l’actrice renoue avec le biopic et interprète Coretta Scott King dans le téléfilm produit par Lifetime Betty et Coretta. Lorsqu'on lui demande ce qui l’attire dans le fait de jouer des femmes de la vie réelle, l’actrice répond : « Le respect que j’ai pour leur vie, leurs histoires, leurs vulnérabilités, leur force et leur détermination ». Partageant l’affiche avec la chanteuse Mary J. Blige, celle-ci évoquera une femme étonnante et une collaboration enrichissante.
Cette année-là, elle intègre la distribution de la série American Horror Story. C’est l’agent de l’actrice qui approche le créateur du show, Ryan Murphy pour intégrer Angela à la distribution principale. En effet, elle a regardé les précédentes saisons avant de le rencontrer et a trouvé l’écriture merveilleuse et les personnages réalistes. Série d'anthologie construite en saisons indépendantes, Angela commence par interpréter Marie Laveau, Reine du Vaudou, un des personnages principaux de la Saison 3 d'American Horror Story: Coven. En 2014, elle obtient le rôle principal de Desiree Dupree, une femme transgenre dans la Saison 4 d'American Horror Story: Freak Show, ainsi que Ramona Royale, une ancienne amante de la comtesse dans la saison 5 d'American Horror Story en 2015. En 2016, elle incarne Monet Tumusiime, une actrice alcoolique dans la saison 6 d'American Horror Story. Ses divers rôles interprétés au fil des saisons, lui permettront d'être nommée lors de la cérémonie des Emmy Awards, deux années d'affilée, confirmant ainsi son statut.
2013 est une année charnière pour l’actrice puisqu’elle rejoint Gerard Butler dans le blockbuster d’action La Chute de la Maison-Blanche dans le rôle de Lynne Jacobs, directrice des services secrets. L’actrice note qu’il n’y avait « jamais eu de chef féminin des Services secrets et encore moins une femme de couleur » trouvant la décision de la production audacieuse. Angela avouera avoir adoré collaborer avec Morgan Freeman bien qu’elle soit intimidée. Le film est un tel succès au box office que l’actrice n’hésite pas à signer pour le deuxième volet La Chute de Londres, qui sort en 2015 et est également couronné de succès.
Toujours en 2013, sa performance chantée, aux côtés de la chanteuse et actrice Jennifer Hudson, est saluée par les professionnels pour le film Black Nativity. Elle avouera avoir menti au réalisateur Kasi Lemmons, pour obtenir le rôle, en effet, elle n'avait jamais eu l’occasion de chanter réellement dans ses précédentes productions.

### Diversification: réalisation, passage à la production

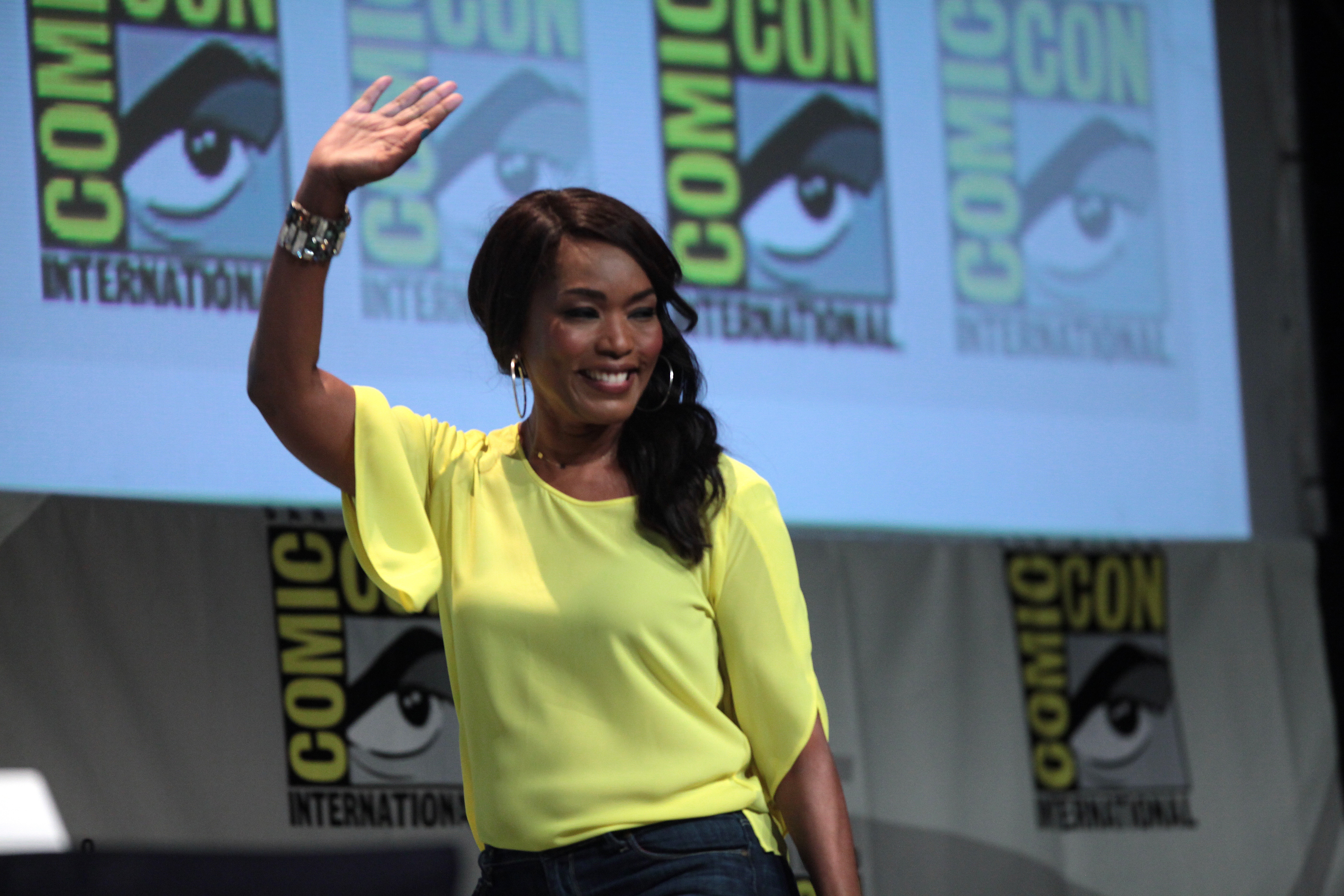
Angela Basset, au Comic-Con de 2015.

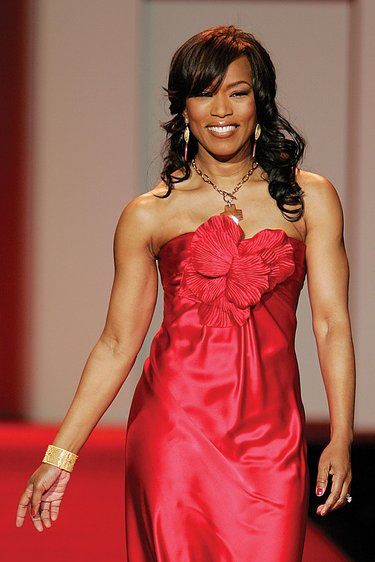
Angela Basset, en 2007, lors du défilé Red Dress Collection pour la campagne The Heart Truth.

Conservant un partenariat avec Lifetime, l’actrice fait ses débuts en tant que réalisatrice pour son premier film, le biopic télévisuel controversé sur Whitney Houston : Whitney Houston : destin brisé, incarnée par l'actrice Yaya DaCosta.
En 2016, elle renouvelle l'expérience de la réalisation pour l'un des épisodes de la sixième saison d'American Horror Story et elle décroche l'un des rôles principaux dans la mini-série britannique dramatique Close to the Enemy avec Alfie Allen et Sebastian Armesto.
L'année d'après, elle rejoint la deuxième saison de la série télévisée Master of None, diffusée sur la plateforme Netflix,. Cette participation exceptionnelle est saluée d'une citation pour le Primetime Emmy Award de la meilleure actrice invitée dans une série télévisée comique.
En mai 2017, Angela Bassett intègre la nouvelle série d'anthologie de Ryan Murphy, 911, centrée le quotidien des personnes qui répondent aux appels d'urgence. Diffusée en début d’année 2018, pour le public américain, la série est rapidement renouvelée face aux succès d’audiences rencontré. Cette seconde saison de 911, l’empêche cependant de rejoindre la distribution principale de la saison 8 d'American Horror Story alors que celle-ci fait ré-intervenir des personnages de la troisième saison. Face à la déception des fans et de l'actrice, Murphy fait finalement revenir son personnage dans l'épisode final de cette huitième saison,.
Côté cinéma, elle figure au casting de deux productions d'envergure : elle intègre l'univers cinématographique Marvel avec le blockbuster Black Panther, dans lequel elle interprète Ramonda, la mère du personnage principal. Le film sort dans les salles en février 2018 et devient le film de super-héros le plus rentable de l'histoire du cinéma. Puis, elle incarne la directrice de la CIA dans le prochain volet de la saga menée par Tom Cruise, Mission impossible 6. Le film est attendu pour le 27 juillet 2018 avec Henry Cavill, Rebecca Ferguson, Alec Baldwin et Simon Pegg.
En 2019, elle collabore avec la plateforme Netflix en étant l'une des vedettes d'une comédie intitulée Nos vies après eux dans laquelle elle donne la réplique à Felicity Huffman et Patricia Arquette. La même année, elle participe à la série de sketchs produite par Issa Rae pour le réseau HBO, A Black Lady Sketch Show, qui met en scène de nombreuses personnalités afro-américaines reconnues telles que Laverne Cox, Aja Naomi King, Yvonne Orji, Yvette Nicole Brown, Kelly Rowland et d'autres.
Cette année-là, 911, dont elle est devenue l’une des productrices exécutives à partir de la seconde saison, est renouvelée pour une troisième saison. En effet, la série s'installe auprès du public américain et bénéficie aussi du soutien de la critique, puis, une série dérivée est créée, 9-1-1: Lone Star, à laquelle Bassett participe en tant que productrice. Grâce à ce succès, elle est en lice pour le prix du Divertisseur de l'année lors de la 51e cérémonie des NAACP Image Awards face à Billy Porter, Lizzo, Regina King et Tyler Perry.
En 2023, Angela Bassett est nommée à l'Oscar de la meilleure actrice dans un second rôle pour le film Black Panther: Wakanda Forever. En 2025, elle interprète la présidente des États-Unis Evelyn Mitchell dans la série Netflix Zero Day.

## Vie privée

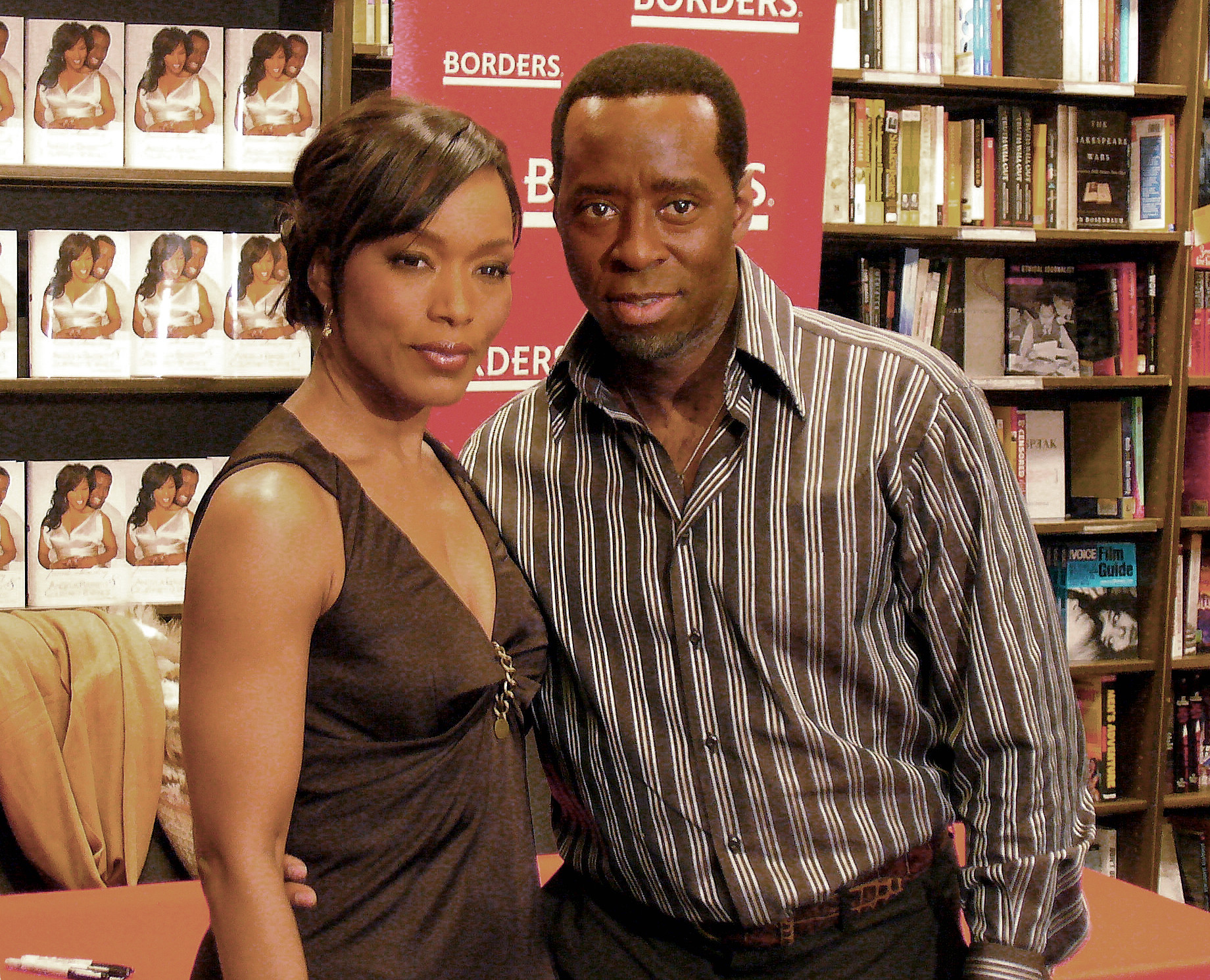
Angela Bassett et son mari Courtney B. Vance, en 2007.

Elle est mariée depuis 1997 à l'acteur américain Courtney B. Vance. Ils se sont rencontrés à l'université Yale. Ils sont parents de jumeaux, Bronwyn Golden et Slater Josiah, nés le 27 janvier 2006.
Angela soutient diverses associations pour les arts, en particulier celles qui concernent les jeunes. Elle participe chaque année à des activités destinées à soutenir la cause d'enfants atteints de diabète et celle des enfants qui vivent dans des foyers d'accueil. Elle est l'une des ambassadrices actives de l'UNICEF pour les États-Unis. Elle soutient également le club de théâtre de sa ville natale de Saint-Pétersbourg, en Floride.
Ouvertement démocrate, l'actrice affiche son soutien au président Barack Obama lors de sa campagne de réélection. Elle assiste à sa deuxième investiture le 20 janvier 2013. Pendant l'élection présidentielle de 2016, elle renouvelle son engagement envers le parti démocrate en affichant son soutien à Hillary Clinton.
Le 13 juin 2013, elle est honorée membre de la sororité Delta Sigma Theta, un organisme à but non lucratif qui met en avant les femmes formées à l'université qui apportent de la visibilité à la communauté afro-américaine via leur exposition et reconnaissance.
Elle est chrétienne évangélique pentecôtiste et membre de l'Église West Angeles Church of God in Christ (Église de Dieu en Christ), située à Los Angeles.

## Filmographie

### Cinéma
- 2025 : Mission: Impossible - The Final Reckoning de Christopher McQuarrie : Erika Sloane
- 2024 : La Demoiselle et le Dragon (Damsel) de Juan Carlos Fresnadillo : Lady Bayford
- 2022 : Black Panther: Wakanda Forever de Ryan Coogler : Ramonda
- 2021 : Bloody Milkshake (Gunpowder Milkshake) de Navot Papushado (en) : Anna May
- 2019 : Nos vies après eux (Otherhood) de Cindy Chupack : Carol Walker
- 2019 : Avengers: Endgame de Anthony et Joe Russo : Ramonda
- 2018 : Mission impossible : Fallout (Mission: Impossible - Fallout) de Christopher McQuarrie : Erika Sloane, la directrice de la CIA
- 2018 : Black Panther de Ryan Coogler : Ramonda
- 2015 : Chi-Raq de Spike Lee : Miss Helen
- 2015 : La Chute de Londres (London Has Fallen) de Babak Najafi : Lynne Jacobs
- 2015 : Survivor de James McTeigue : Maureen Crane
- 2014 : White Bird (White Bird in a Blizzard) de Gregg Araki : Dr Thaler
- 2013 : Black Nativity de Kasi Lemmons : Aretha Cobbs
- 2013 : La Chute de la Maison-Blanche (Olympus has Fallen) d'Antoine Fuqua : Lynne Jacobs
- 2012 : Target de McG : Collins
- 2011 : Green Lantern de Martin Campbell : Dr Amanda Waller
- 2011 : Jumping the Broom de Salim Akil : Mrs Watson
- 2009 : Notorious BIG de George Tillman Jr. : Voletta Wallace
- 2008 : Gospel Hill (en) de Giancarlo Esposito : Sarah Malcolm
- 2008 : Le Prix du silence (Nothing but the Truth) de Rod Lurie : Bonnie Benjamin
- 2008 : Meet the Browns de Tyler Perry : Brenda
- 2006 : Akeelah and the Bee de Doug Atchison : Tanya
- 2005 : Mr. et Mrs. Smith (Mr & Mrs Smith) de Doug Liman : Mr. Smith's Boss (voix)
- 2004 : Mr. 3000 de Charles Stone III (en) : Maureen "Mo" Simmons
- 2004 : The Lazarus Child de Graham Theakston : Dr Elizabeth Chase
- 2003 : Masked and Anonymous de Larry Charles : Mistress
- 2002 : Sunshine State de John Sayles : Desiree Stokes Perry
- 2001 : The Score de Frank Oz : Diane
- 2000 : Boesman et Lena (Boesman & Lena) de John Berry : Lena
- 2000 : Supernova de Walter Hill : Dr Kaela Evers
- 1999 : La Musique de mon cœur (Music of the Heart) de Wes Craven : principal Janet Williams
- 1998 : Sans complexes (How Stella Got Her Groove Back) de Kevin Rodney Sullivan : Stella Payne
- 1997 : Contact de Robert Zemeckis : Rachel Constantine
- 1995 : Où sont les hommes ? (Waiting to Exhale) de Forest Whitaker : Bernadine 'Bernie' Harris
- 1995 : Strange Days de Kathryn Bigelow : Lornette 'Mace' Mason
- 1995 : Panther de Mario Van Peebles : Dr Betty Shabazz
- 1995 : Un vampire à Brooklyn (Vampire in Brooklyn) de Wes Craven : l'inspectrice Rita Veder
- 1993 : Tina (What's Love Got to Do with It) de Brian Gibson : Anna Mae Bullock / Tina Turner
- 1992 : Malcolm X de Spike Lee : Dr Betty Shabazz
- 1992 : Innocent Blood de John Landis : U.S. Attorney Sinclair
- 1992 : Passion Fish de John Sayles : Dawn / Rhonda
- 1991 : City of Hope de John Sayles : Reesha
- 1991 : Boyz n the Hood de John Singleton : Reva Devereaux
- 1991 : Critters 4 de Rupert Harvey : Fran
- 1990 : Un flic à la maternelle (Kindergarten Cop) d'Ivan Reitman : l'hôtesse
- 1986 : F/X, effet de choc (F/X) de Robert Mandel : une journaliste TV

### Téléfilms
- 2013 : Betty and Coretta de Yves Simoneau : Coretta Scott King
- 2012 : Rogue de Brett Ratner : Alice Vargas
- 2011 : Identity de Gary Fleder : Martha Adams
- 2006 : Sous haute tension (Time Bomb) de Stephen Gyllenhaal : Jill Greco
- 2002 : The Rosa Parks Story de Julie Dash : Rosa McCauley Parks
- 2001 : L'amour n'a pas de couleur (Ruby's Bucket of Blood) de Peter Werner : Ruby Delacroix
- 1992 : La Famille Jackson (The Jacksons: An American Dream) de Karen Arthur : Katherine Jackson
- 1991 : Une victoire spéciale (One Special Victory) de Stuart Cooper : Lois
- 1991 : L'Amour avant tout (Locked Up: A Mother's Rage) de Bethany Rooney : Willie
- 1991 : The Heroes of Desert Storm (en) de Don Ohlmeyer : Lt. Phoebe Jeter
- 1991 : Piège de feu (Fire! Trapped on the 37th Floor) de Jay Russell : Allison
- 1991 : Line of Fire: The Morris Dees Story de John Korty : Pat
- 1990 : Perry Mason: The Case of the Silenced Singer de Ron Satlof : Carla Peters
- 1990 : In the Best Interest of the Child de David Greene : Lori
- 1990 : Challenger de Glenn Jordan : Cheryl McNair
- 1986 : Liberty de Richard C. Sarafian : Linda Thornton
- 1985 : Méprise (Doubletake) de Jud Taylor : Prostitute at Headquarters

### Télévision

#### Séries télévisées
- 2025 : Doctor Odyssey : Athena Grant (saison 1, épisode 11)
- 2025 : Zero Day : présidente Evelyn Mitchell (rôle principal, 6 épisodes)
- 2022 : 9-1-1: Lone Star : Athena Grant (saison 3, épisode 11)
- 2019 : A Black Lady Sketch Show : Mo (saison 1, épisode 1)
- 2018 : American Horror Story : Apocalypse : Marie Laveau (saison 8, épisode 10)
- Depuis 2018 : 9-1-1 : Athena Grant (rôle principal, 124 épisodes)
- 2017 : Underground : sage femme (non créditée; saison 2, épisode 3)
- 2017 : Master of None : Catherine Watkins, la mère de Denise (saison 2, épisode 8)
- 2016-2017 : American Horror Story: Roanoke : Lee Harris (version fictive) / Monet Tumusiime (saison 6)
- 2016 : Close to the Enemy (mini-série) : Eva (7 épisodes)
- 2015-2016 : American Horror Story : Hotel : Ramona Royale (saison 5)
- 2014-2015 : American Horror Story: Freak show : Desiree Dupre (saison 4)
- 2013-2014 : American Horror Story: Coven : Marie Laveau (saison 3)
- 2008 - 2009 : Urgences : Dr Catherine Banfield (21 épisodes)
- 2004 : Alias : Hayden Chase (4 épisodes)
- 2003 : The Bernie Mac Show : elle-même (saison 3, épisode 4)
- 2003 : Freedom : A History of Us (série télévisée documentaire) : Sheyann Webb / Melba Pattillo (saison 1, épisodes 14 et 15)
- 1992 : Le bar de l'angoisse : Evelyn (saison 1, épisode 5)
- 1991 : Stat : Dr Willie Burns (saison 1, épisode 3)
- 1991 : Flash : Linda Lake (saison 1, épisode 10)
- 1990 : Equal Justice : Janet Fields (saison 1, épisode 8)
- 1990 : Alien Nation : Renee Longstreet (saison 1, épisode 14)
- 1990 : Family of Spies (mini-série) : Bev Andress
- 1989 : Génération Pub : Kate Harriton (saison 3, épisode 5)
- 1989 : 227 : Amy Burnett (saison 5, épisode 3)
- 1989 : L'Enfer du devoir : Lieutenant Camilla Patterson (saison 2, épisodes 15 et 16)
- 1989 : A Man Called Hawk : Bailey Webster (saison 1, épisodes 1, 3 et 9)
- 1989 : Heartbeat : Jeanette Calder R.N. (saison 2, épisode 10)
- 1987 : Ryan's Hope : Leonie Peach
- 1985-1988 : Cosby Show : Sara / Mme Mitchell (saison 1, épisode 23 et saison 4, épisode 13)
- 1985 : C'est déjà demain (feuilleton télévisé) : Salina McCulla (10 épisodes)

### En tant que réalisatrice

#### Téléfilms
- 2015 : Whitney Houston : Destin brisé (téléfilm)

#### Séries télévisées
- 2017 : American Horror Story : Cult (série télévisée - saison 7, épisode 9)
- 2016 : American Horror Story: Roanoke (série télévisée - saison 6, épisode 6)
- 2015 : Breakthrough (série documentaire - saison 1, épisode 6)

### En tant que productrice

#### Cinéma
- 2019 : Nos vies après eux (Otherhood) de Cindy Chupack : Productrice exécutive

#### Téléfilms
- 2002 : The Rosa Parks Story de Julie Dash (téléfilm)
- 2002 : Our America de Ernest R. Dickerson (téléfilm)
- 2001 : L'amour n'a pas de couleur de Peter Werner (téléfilm)

#### Séries télévisées
- Depuis 2025 : 9-1-1 : Nashville (productrice déléguée)
- 2020-2025 : 9-1-1: Lone Star (productrice déléguée, 72 épisodes)
- Depuis 2018 : 9-1-1 : (également co-productrice déléguée de la saison 1 puis productrice déléguée à partir de la saison 2, 116 épisodes)

#### Documentaires
- 2016 : Remand de Craig Detweiler (documentaire)

## Théâtre
Sauf indication contraire ou complémentaire, les informations mentionnées dans cette section proviennent de la base de données IBDb.
- 2011 - 2012 : The Mountaintop : Camae
- 1988 : Joe Turner's Come and Gone : Martha Pentecost
- 1984 - 1985 : Ma Rainey's Black Bottom

## Doublage

### Films
- 2022 : Wendell et Wild (Wendell and Wild) de Henry Selick
- 2018 : Bumblebee de Travis Knight : Shatter
- 2016 : The Snowy Day de Jamie Badminton : Nana
- 2015 : Georges le petit curieux 3 : Retour à la jungle (Curious George 3: Back to the Jungle) de Phil Weinstein : Dr Kullinda
- 2007 : Bienvenue chez les Robinson (Meet the Robinsons) de Stephen J. Anderson : Mildred
- 2000 : Whispers: An Elephant's Tale (en) de Dereck Joubert : Groove
- 1999 : Our Friend, Martin (en) de Rob Smiley et Vincenzo Trippetti : Miles' Mom

### Séries
- 2015-2018 : BoJack Horseman : Ana Spanikopita (voix, 10 épisodes)
- 2010 : Les Simpson : Michelle Obama (saison 21, épisode 15)

### Jeux video
- 2015 : Rainbow Six: Siege : agent Six
- 2022 : Horizon Forbidden West : Regalla

## Voix francophones
En France, Maïk Darah est la voix régulière d'Angela Bassett.
Au Québec, Claudine Chatel est la voix régulière de l'actrice. Madeleine Arsenault l'a également doublée à quatre reprises.